# Johann Georg Wille
Johann Georg Wille, también llamado en francés Jean-Georges Wille (Gießen, 5 de noviembre de 1715–París, 5 de abril de 1808) fue un pintor y grabador alemán establecido en Francia. 

## Biografía

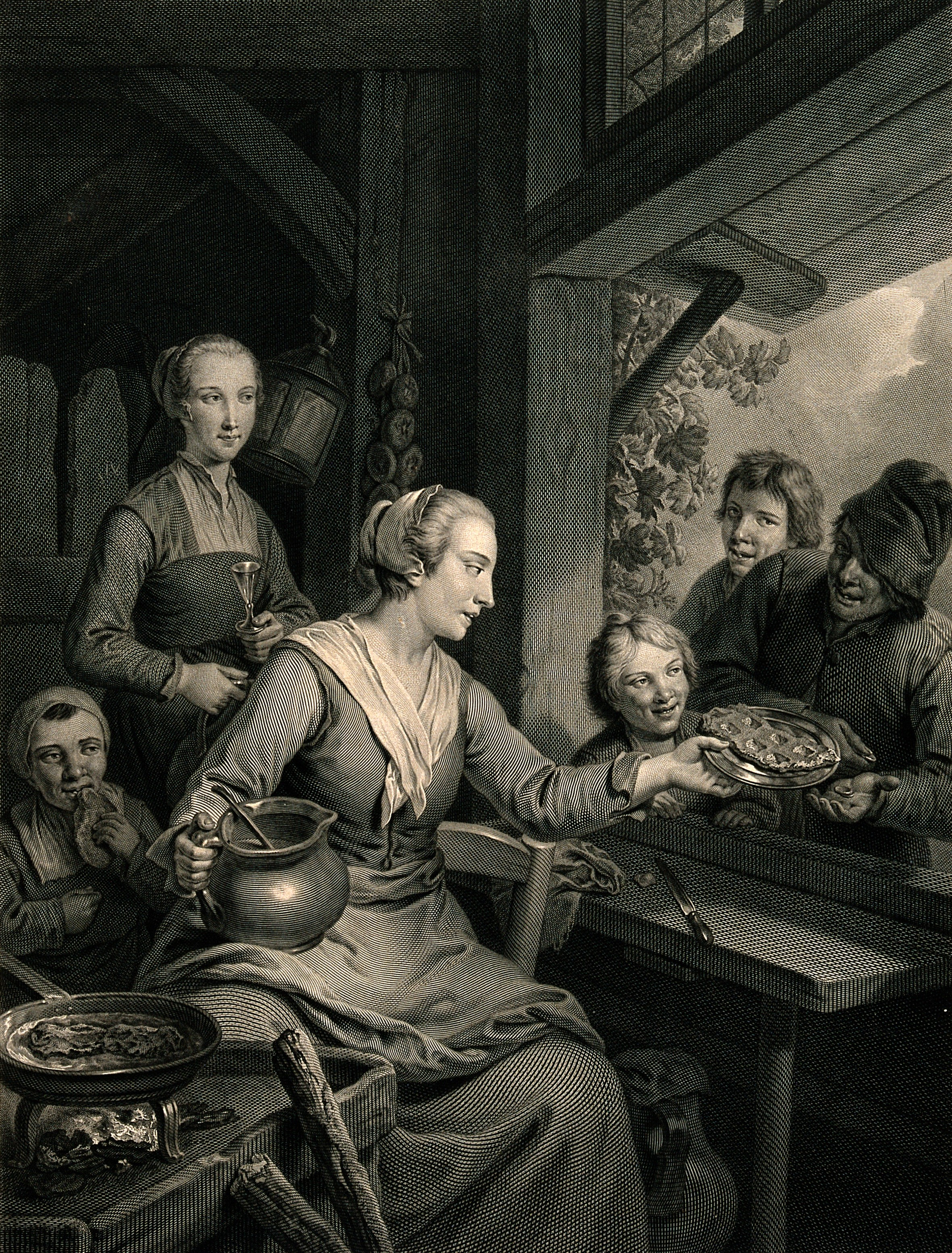
Una mujer ofrece comida en un plato a unos niños fuera de Wellcome (1771)

Se expatrió a Francia en 1736, donde destacó sobre todo como grabador. En 1743 realizó el Retrato del mariscal de Belle-Isle según un original de Hyacinthe Rigaud, que le proporcionó fama. Tras otros trabajos exitosos, como el Retrato de Jean-Baptiste Massé o el Concierto de familia, fue nombrado grabador del rey de Francia, así como del de Dinamarca y el emperador del Sacro Imperio Romano Germánico. Entre sus obras posteriores destaca la Instrucción paterna, sobre un original de Gerard ter Borch. Trabajó sobre todo al buril, donde mostró una gran maestría técnica.
Entre sus discípulos se encuentran Johann Friedrich August Tischbein, Ferdinand Kobell, Charles Guillaume Alexandre Bourgeois, Philip James de Loutherbourg, John Webber y Charles-Clément Bervic. Su hijo Pierre-Alexandre Wille fue también pintor.
Fue miembro de la Academia de las Artes de Berlín y caballero de la Legión de Honor.